# Indischer Glasbarsch
Der Indische Glasbarsch (Parambassis ranga) ist ein barschverwandter Fisch, der von Indien bis Thailand im Süß- und Brackwasser vorkommt. Die Fische besitzen glasig durchsichtige Körper, die je nach Lichteinfall verschiedenfarbig schillern und einen Blick auf die inneren Organe und die Wirbelsäule der Tiere ermöglichen. Es sind Schwarmfische, die bis zu 8 cm groß werden können.

## Verhalten
Der Fisch kommt in stehenden und langsam fließenden Gewässern vor und ernährt sich von verschiedenen Wirbellosen, insbesondere Würmern und Krebstieren. Die Fortpflanzung findet während der Regenzeit statt.

## Aquaristik
Im Aquarium kann man die Glasbarsche in Gruppen ab etwa 10 Tieren halten. Einzeln oder paarweise gehaltene Tiere werden sehr ängstlich. Die Wassertemperatur darf 22–26 °C betragen. Dem Wasser sollte etwas Seesalz hinzugefügt werden, etwa 1–2 Esslöffel auf 10 Liter (laut Riehl & Baensch). Andere Autoren empfehlen gut bepflanzte Becken für die Fische (was sich mit der Aufsalzung aber schlecht verträgt). Auch ein möglichst dunkler Bodengrund ist zu empfehlen. Gefressen wird nahezu ausschließlich Lebendfutter, das nicht zu groß sein sollte. Cyclops sind gut geeignet. Indische Glasbarsche sind friedlich und eher scheu, so dass sie nur mit friedlichen, ruhigen Fischen vergesellschaftet werden sollten.

### Zucht
Im Aquarium simuliert man die Regenzeit, indem man altes Wasser durch frisches ersetzt. Dadurch werden die Tiere laichbereit. Abgelaicht wird an feinfiedrigen Wasserpflanzen nahe der Wasseroberfläche. Die Glasbarsche betreiben keine Brutfürsorge, die Eier werden von den Eltern nicht mehr beachtet. Die Aufzucht der Jungfische ist sehr schwierig, da sie nur winziges Futter fressen können, etwa Cyclopsnauplien.